# Mozarts Plads (métro de Copenhague)
Mozarts Plads est une station de la ligne 4 du métro de Copenhague située sur la commune de Copenhague.

## Situation
Mozarts Plads est desservie par la ligne 4 du métro de Copenhague. Cette station souterraine se trouve entre Sluseholmen et København Syd.

## Histoire
La station Mozarts Plads a ouvert au public le 22 juin 2024 à l'occasion de la mise en service du prolongement sud de la ligne 4 du métro de Copenhague.

## Services aux voyageurs

### Accès
La station dispose de deux accès. L'espace dédié à l'achat des billets et autres services se trouve en sous-sol et est accessible par des escaliers extérieurs depuis la rue. Des escaliers mécaniques permettent de descendre vers le quai.
Un ascenseur dessert l'ensemble des niveaux de la station depuis la rue.

### Quais
La station dispose d'un quai central séparé des voies par des portes palières à ouverture automatique.
Comme les autres stations du prolongement sud de la ligne 4 mis en service en 2024, l'aménagement et le design de la station ont été réalisés en collaboration avec un artiste.

Pour la station Mozarts Plads, l'artiste danois Christian Schmidt-Rasmussen a recouverts les murs de la station de 800 panneaux sur lesquels il a peint une fresque inspirée du quartier, mêlant le présent et le futur à travers une série de figures abstraites.

Œuvre d'art dans la station Mozarts Plads
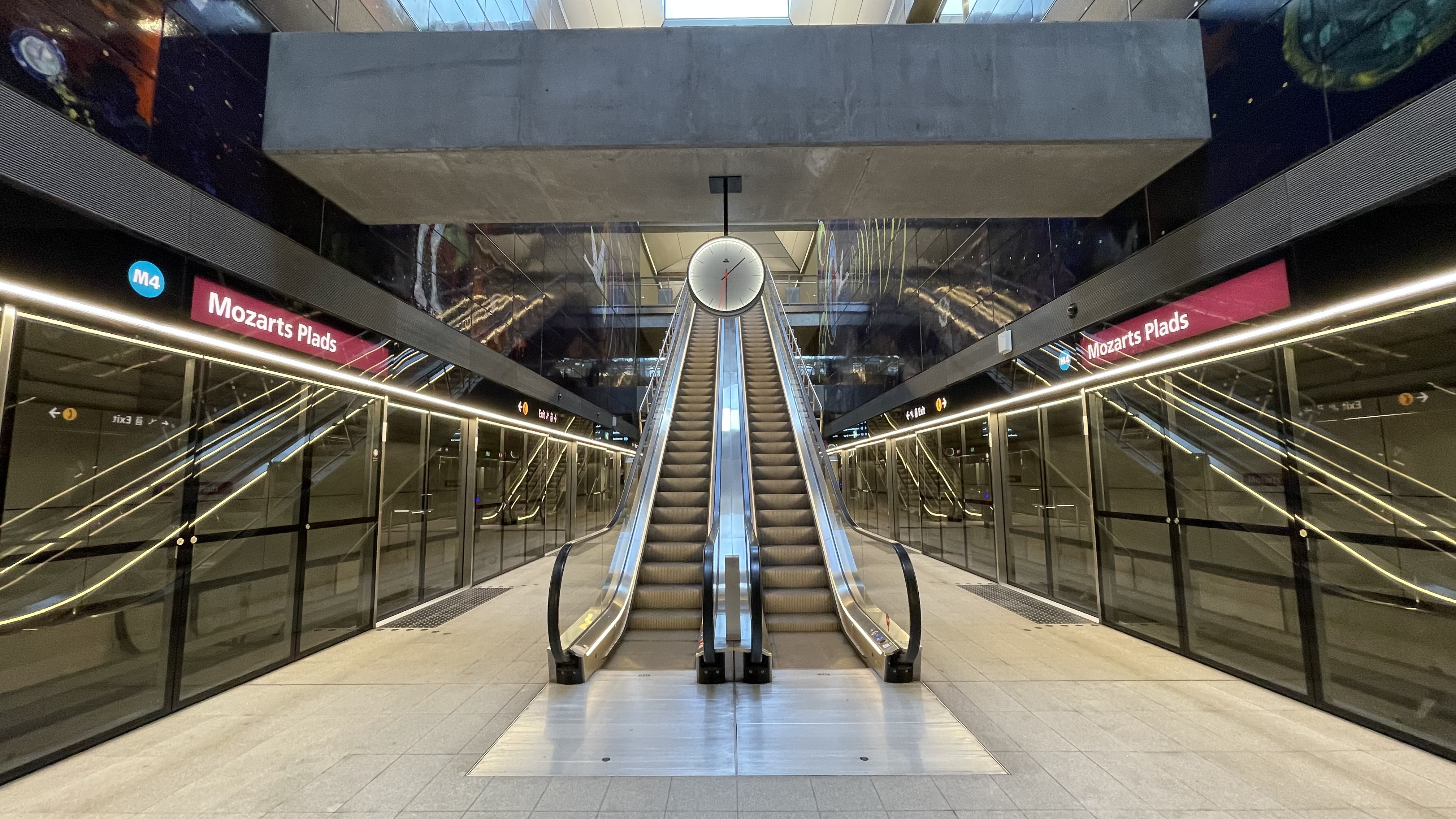
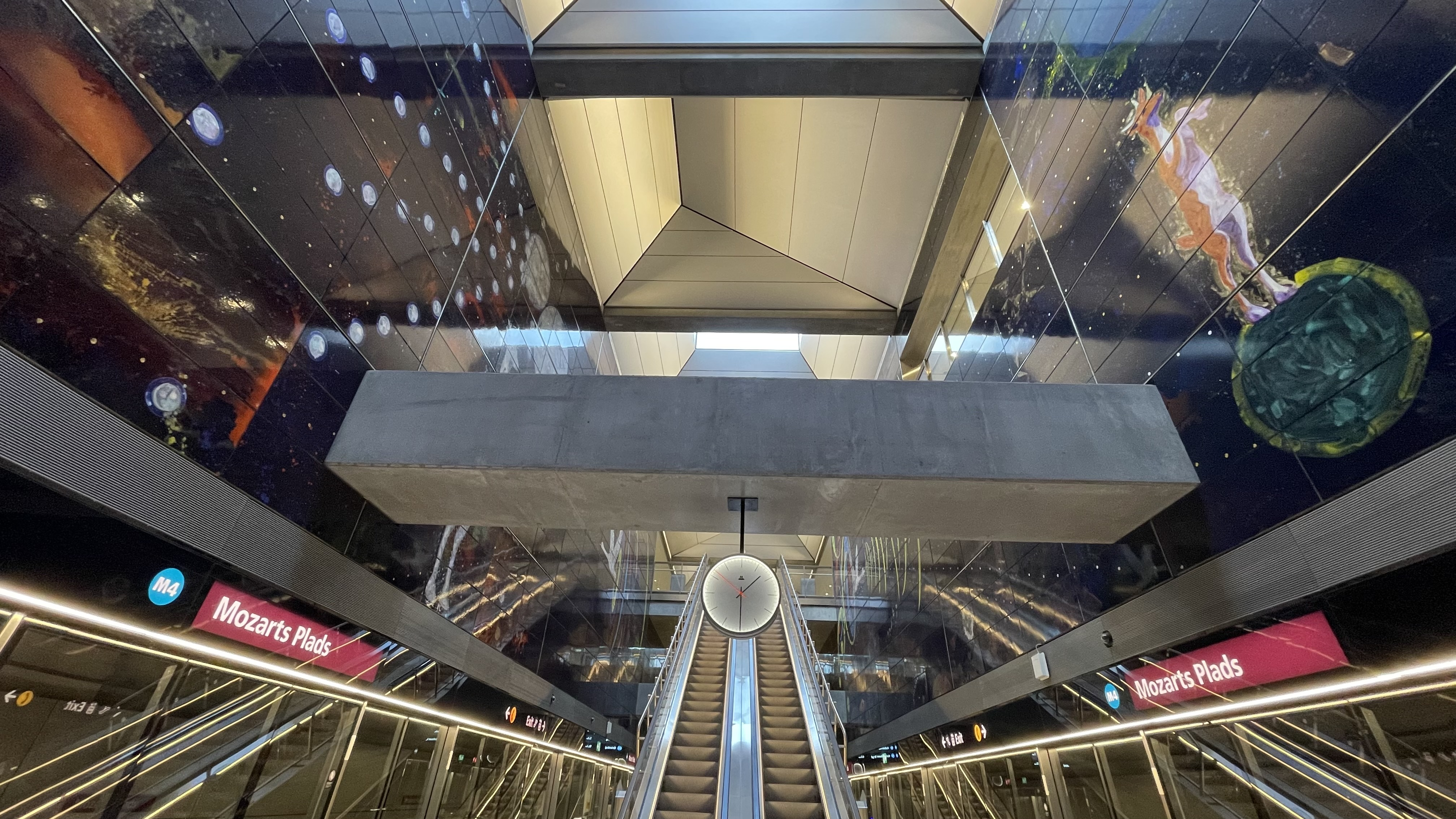
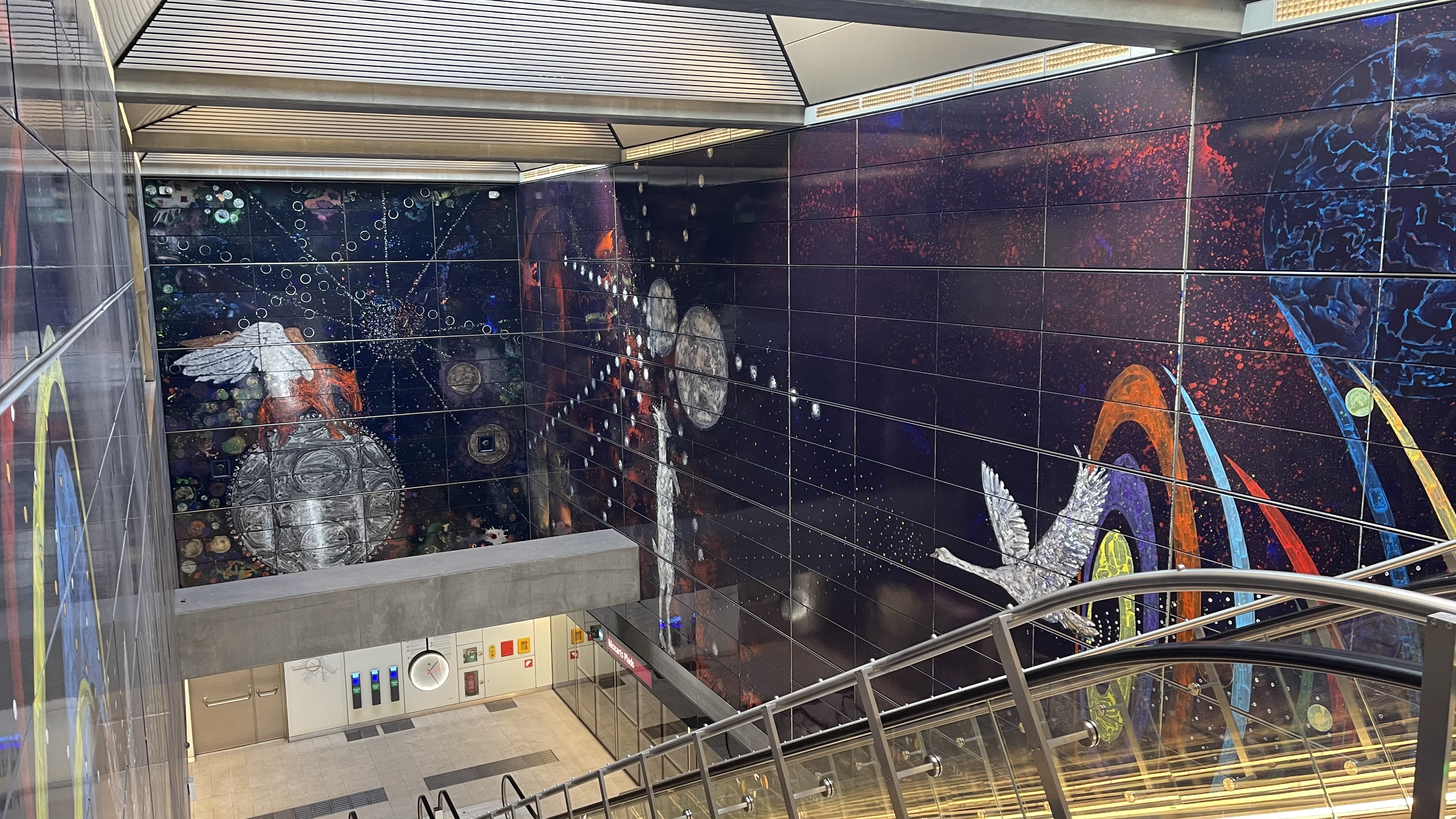

## À proximité
- Quartier de Sydhavn
- Valbyparken
- Vestre Kirkegård